# MISS TAKE 〜僕はミス・テイク〜
「MISS TAKE 〜僕はミス・テイク〜」は、日本のロックバンド、BUCK-TICKの32枚目のシングル。2012年7月4日にLingua Soundaから発売された。

## 概要
BUCK-TICKデビュー25周年のアニバーサリー・イヤー、第2弾シングル。トリビュート・アルバム『PARADE II 〜RESPECTIVE TRACKS OF BUCK-TICK〜』と同時発売された。
前作に引き続き、表題曲は今井作詞。カップリングも（再録曲を除いて）今井作詞で、インディーズを除けば2017年現在、表題曲とカップリング曲双方とも今井作詞のシングルはこの作品だけである。
初回盤はDVD、フォトブック付きスペシャルパッケージ仕様。

## 収録曲
1. MISS TAKE 〜僕はミス・テイク〜 (4:47)
  - 作詞・作曲：今井寿、編曲：BUCK-TICK

タイトルを通常「MISTAKE」と表記するところを、「ミス」と「テイク」で区切っているのは、劇団スタジオライフの舞台音楽を担当することになった今井が、同劇団の前回の公演『OZ』を観劇した際に、劇中の台詞で「ミス・テイク」と敢えて区切って発音しているのを聞き、そこからインスピレーションを受けて作詞したことによる[2]。
PVは中禅寺湖付近の洞窟にて撮影された。
2. ONLY YOU (4:04)
  - 作詞・作曲：今井寿、編曲：BUCK-TICK

シャッフルのリズムを取り入れたナンバー。
3. My baby Japanese -type II- (3:27)
  - 作詞：櫻井敦司、作曲：星野英彦、編曲：BUCK-TICK

1998年発売のシングル「月世界」のカップリング曲のリメイク。原曲は打ち込み主体だったが、バンドサウンドにリアレンジされている。

### 初回特典 DVD
1. MISS TAKE 〜僕はミス・テイク〜 MUSIC VIDEO
  - 監督：江原慎太郎

## 参加ミュージシャン
- 櫻井敦司 - ボーカル
- 今井寿 - ギター、ノイズ、VOX
- 星野英彦 - ギター
- 樋口豊 - ベース
- ヤガミトール - ドラムス

### サポートミュージシャン
- 横山和俊 - マニピュレート、シンセサイザー